# Scytodes maresi
Scytodes maresi là một loài nhện trong họ Scytodidae.
Loài này thuộc chi Scytodes. Scytodes maresi được miêu tả năm 2001 bởi Rheims & Antonio D. Brescovit.